# 商船 (教科)
商船（しょうせん）及び商船実習（しょうせんじっしゅう）は、高等学校の教員の免許状を授与する際の教科の一つ。教育職員免許法（昭和24年法律第147号）第4条第5項第2号に規定されているものであり、学校教育法施行規則（昭和22年文部省令第11号）及び高等学校学習指導要領（平成11年文部省告示第58号）には規定されていない。

## 商船に関する学科
商船に関する学科（しょうせんにかんするがっか）は、旧高等学校設置基準（昭和23年文部省令第1号）に規定されていた専門教育を主とする学科の1類型。国立の商船高等学校などに設置されていたが、多くは商船高等専門学校へ移行した。
現行の高等学校設置基準（平成16年文部科学省令第20号）には規定されていないが、水産（海洋）高等学校で船舶に関する教育が行われている高校が多い。また、中学校卒業を入学資格とする学校では、国土交通省所管の海上技術学校においても船舶に関する教育が行われている。